# Première Nation de Driftpile
Pour les articles homonymes, voir Driftpile.
La Première Nation de Driftpile est une bande indienne de la Première Nation des Cris du Nord de l'Alberta au Canada. Elle possède une réserve, Driftpile River 150 (en), située sur la rive sud du Petit lac des Esclaves. Elle a une population inscrite totale de 2 722 membres. Elle fait partie du conseil régional indien de Lesser Slave Lake et est signataire du Traité 8.

## Démographie
Les membres de la Première Nation de Driftpile sont des Cris. En avril 2016, la bande avait une population totale inscrite de 2 722 membres dont 64,5 % vivaient hors réserve. Selon le recensement de 2011, sur une population totale de 800 personnes, 98,75 % connaissent l'anglais, 25 % connaissent une langue autochtone et personne ne connait le français. 18,8 % de la population ont une langue autochtone encore comprise en tant que langue maternelle et 15,6 % parlent une langue autochtone à la maison.

## Géographie
La Première Nation de Driftpile possède une réserve, Driftpile River 150 (en), située à 6 km au sud du Petit lac des Esclaves qui couvre une superficie de 63,5 km2.

## Gouvernement
La Première Nation de Driftpile est gouvernée par un conseil de bande élu selon la Loi sur les Indiens. Pour le mandat de 2014 à 2016, ce conseil est composé du chef Dean Giroux et de neuf conseillers.